# Lars Helge Birkeland
Lars Helge Birkeland (* 11. Februar 1988 in Tønsberg) ist ein ehemaliger norwegischer Biathlet. Seine größten Erfolge sind der Weltmeistertitel 2019 und die Silbermedaille bei den Olympischen Spielen 2018 jeweils mit der norwegischen Staffel.

## Karriere
Lars Helge Birkeland bestritt seine ersten internationalen Rennen im Rahmen der Biathlon-Juniorenweltmeisterschaften 2009 in kanadischen Canmore. Im Einzel belegte er den 12. Platz, wurde 24. im Sprint, 19. der Verfolgung und Sechster im Staffelrennen. Zu Beginn der Saison 2009/10 gab er in Idre sein Debüt im IBU-Cup und wurde in seinem ersten Sprint 44. Im folgenden Sprint gewann er an selber Stelle als 32. erste Punkte. In Nové Město na Moravě erreichte er mit einem 13. Platz sein bestes Ergebnis im IBU-Cup. Bei den Biathlon-Europameisterschaften 2010 in Otepää wurde Birkeland im Einzel 38., im Sprint 48. sowie 29. im Verfolgungsrennen. Zum Auftakt des Weltcups 2011/12 in Östersund wurde Lars Birkeland 29. im Sprint und 31. in der Verfolgung und gewann bei seinem ersten Auftritt im Weltcup seine ersten Weltcuppunkte.
National gewann Birkeland bei den Norwegischen Meisterschaften 2009 in Lillehammer mit Sondre Flaa Eieland, Jon Kristian Svaland und Sverre T. Røiseland als Schlussläufer der Staffel der Region Agder die Bronzemedaille. 2010 kam in Simostranda mit Eieland, Øyvind Svaland und Jon Kristian Svaland die Silbermedaille im Staffelrennen. Bei den Meisterschaften 2013 in Dombås konnte er im Einzel die Silbermedaille erringen. Ein Jahr später konnte er bei den Europameisterschaften 2014 in Nove Mesto den Sprint gewinnen. 2015 konnte er bei der Europameisterschaft in Otepää Silber im Sprint und Bronze mit der Staffel holen. Bei den Olympischen Winterspielen 2018 in Pyeongchang holte er mit der Staffel die Silbermedaille. Bei norwegischen Meisterschaften holte er insgesamt 3 Titel, wurde fünfmal Vizemeister und erreichte dreimal den Bronzerang. In seiner Karriere holte er 9 Weltcupsieger mit der Staffel und zwei mit der Single-Mixed-Staffel.
Am 4. Februar 2021 gab Birkeland das Ende seiner Karriere bekannt.

## Privates
Lars Helge Birkeland ist der Sohn von Trygve und Turid Birkeland. Seine jüngere Schwester Karoline war ebenfalls Biathletin und gewann im Juniorenbereich mehrere nationale Goldmedaillen. Sie arbeitet heute als Physiotherapeutin, u. a. für die Nachwuchsmannschaft der norwegischen Biathleteninnen.
2015 heiratete Lars Helge Birkeland seine Mannschaftskameradin Fanny Welle-Strand Horn.

## Statistiken

### Weltcupsiege
| Nr. | Datum             | Ort            | Disziplin              |
| --- | ----------------- | -------------- | ---------------------- |
| 1.  | 9. Dezember 2012  | Hochfilzen     | Staffel 1              |
| 2.  | 29. November 2015 | Östersund      | Single-Mixed-Staffel 2 |
| 3.  | 13. Februar 2016  | Presque Isle   | Staffel 3              |
| 4.  | 10. Dezember 2017 | Hochfilzen     | Staffel 4              |
| 5.  | 12. Januar 2018   | Ruhpolding     | Staffel 5              |
| 6.  | 18. März 2018     | Oslo           | Staffel 6              |
| 7.  | 2. Dezember 2018  | Pokljuka       | Single-Mixed-Staffel 7 |
| 8.  | 18. Januar 2019   | Ruhpolding     | Staffel 8              |
| 9.  | 8. Februar 2019   | Canmore        | Staffel 9              |
| 10. | 16. März 2019     | Östersund (WM) | Staffel 8              |
| 11. | 11. Januar 2020   | Oberhof        | Staffel 10             |

### Weltcupplatzierungen
Die Tabelle zeigt alle Platzierungen (je nach Austragungsjahr einschließlich Olympische Spiele und Weltmeisterschaften).
- 1.–3. Platz: Anzahl der Podiumsplatzierungen
- Top 10: Anzahl der Platzierungen unter den ersten zehn (einschließlich Podium)
- Punkteränge: Anzahl der Platzierungen innerhalb der Punkteränge (einschließlich Podium und Top 10)
- Starts: Anzahl gelaufener Rennen in der jeweiligen Disziplin
- Staffel: inklusive Mixed- und Single-Mixed-Staffeln

| Platzierung | Einzel | Sprint | Verfolgung | Massenstart | Staffel | Gesamt |
| ----------- | ------ | ------ | ---------- | ----------- | ------- | ------ |
| 1. Platz    |        |        |            |             | 11      | 11     |
| 2. Platz    |        |        |            |             | 4       | 4      |
| 3. Platz    |        |        |            |             | 4       | 4      |
| Top 10      | 5      | 6      | 5          | 2           | 25      | 43     |
| Punkteränge | 13     | 28     | 26         | 10          | 27      | 104    |
| Starts      | 16     | 45     | 28         | 10          | 27      | 126    |

### Weltmeisterschaften
Ergebnisse bei Biathlon-Weltmeisterschaften
| Weltmeisterschaft | Weltmeisterschaft | Einzel | Sprint | Verfolgung | Massenstart | Staffel | Mixedstaffel | Single-Mixedstaffel |
| Jahr              | Ort               | Einzel | Sprint | Verfolgung | Massenstart | Staffel | Mixedstaffel | Single-Mixedstaffel |
| ----------------- | ----------------- | ------ | ------ | ---------- | ----------- | ------- | ------------ | ------------------- |
| 2012              | Ruhpolding        | 39.    | –      | –          | –           | –       | –            |                     |
| 2013              | Nové Město        | 44.    | –      | –          | –           | –       | –            |                     |
| 2017              | Hochfilzen        | 9.     | –      | –          | –           | –       | –            |                     |
| 2019              | Östersund         | 18.    | –      | –          | –           | 1.      | –            | –                   |

### Olympische Winterspiele
Ergebnisse bei Olympischen Winterspielen:
| Olympische Winterspiele | Olympische Winterspiele | Einzel | Sprint | Verfolgung | Massenstart | Staffel | Mixedstaffel |
| Jahr                    | Ort                     | Einzel | Sprint | Verfolgung | Massenstart | Staffel | Mixedstaffel |
| ----------------------- | ----------------------- | ------ | ------ | ---------- | ----------- | ------- | ------------ |
| 2018                    | Pyeongchang             | 60.    | –      | –          | –           | 2.      | –            |